# شركة استثمار أجنبية سلبية
لأغراض ضريبة الدخل في الولايات المتحدة، يجوز للأشخاص الأميركيين الذين يمتلكون أسهماً في شركة استثمار أجنبي سلبي (PFIC) اختيار أحد الخيارين:
(أ) الخضوع للضريبة الفورية على دخل الشركة، أو
(ب) تأجيل الضريبة على هذا الدخل، مع تطبيق نظام ضريبي وفوائد محسوبة على التأجيل.
وقد تم سن هذا الحكم كجزء من قانون الإصلاح الضريبي لعام 1986، بهدف تحقيق المساواة بين مالكي صناديق الاستثمار الأجنبية ونظرائهم الذين يمتلكون صناديق استثمار أمريكية (أي sup 01 26 10 A 20 1 30 M.html الشركات الاستثمارية المنظمة).
كانت الأحكام الأصلية تنطبق على جميع الشركات الأجنبية التي تستوفي اختبار الدخل أو اختبار الأصول. ومع ذلك، فقد حدّت تعديلات عام 1997 من تطبيق هذا النظام في حالة المساهمين الأميركيين في الشركات الأجنبية الخاضعة للسيطرة الأمريكية.

## التعريف
تُعدّ أي شركة أجنبية (أي غير أمريكية) شركة استثمار أجنبي سلبي (PFIC) إذا استوفت إما اختبار الدخل أو اختبار الأصول، وتُطبق هذه الحالة بالنسبة لكل مساهم أمريكي على حدة عند تحقق شروط الاختبار.
يتم تحديد حالة PFIC بشكل منفصل لكل شخص أمريكي يمتلك أسهماً، وكذلك بشكل منفصل لكل دفعة من الأسهم تم الحصول عليها في أوقات مختلفة.
ولا يترتب على تصنيف شركة أجنبية كـ PFIC أي أثر قانوني على الشركة نفسها أو على مساهميها غير الأمريكيين.
يُعتبر اختبار الدخل مستوفًى إذا كان 75% أو أكثر من إجمالي دخل الشركة الأجنبية يُصنّف كدخل سلبي.
ويُعرّف الدخل السلبي بأنه الدخل الذي يُعدّ دخلاً لشركة قابضة شخصية أجنبية (Foreign Personal Holding Company) مع مراعاة التعديلات المنصوص عليها في القانون.
يُعتبر اختبار الأصول مستوفًى إذا كانت 50% أو أكثر من متوسط قيمة أصول الشركة الأجنبية — كما هو محدد وفقًا لقانون ضريبة الدخل الأمريكي — تُنتج أو يُمكن أن تُنتج دخلًا سلبيًا، أو كانت أصولًا لا تُنتج أي دخل، مثل النقد أو الأراضي غير المستغلة.
ويُطبّق هذا الاختبار إما على أساس القيمة الضريبية المعدّلة للأصول وفقًا لأغراض الضريبة الأمريكية، أو — بناءً على اختيار المساهم المعني — على أساس القيمة السوقية العادلة لتلك الأصول.
فيما يتعلق بالشركات التابعة التي تمتلك فيها الشركات الأجنبية حصة تبلغ 25% أو أكثر، تُعامل هذه المصالح على نحو مماثل لمصالح الشراكة، وذلك لأغراض تطبيق اختبار الدخل واختبار الأصول.
(اختبارين - اختبار الدخل 75٪؛ اختبار الأصول - 50٪):
يوجد اختباران لتحديد حالة شركة الاستثمار الأجنبية السلبية (PFIC):
1. اختبار الدخل: تُعتبر الشركة PFIC إذا شكّل الدخل السلبي 75٪ أو أكثر من إجمالي دخلها.
2. اختبار الأصول: تُعتبر الشركة PFIC إذا شكّلت الأصول التي تُنتج أو يمكن أن تُنتج دخلاً سلبياً 50٪ أو أكثر من إجمالي أصولها (حسب متوسط القيمة خلال السنة الضريبية).

## تأثير حالة PFIC على المساهمين الأميركيين:
إذا تلقى شخص أمريكي دخلًا من شركة استثمار أجنبية سلبية (PFIC) أو حقق مكاسب من التصرف في أسهم تُعد "صندوقًا بموجب القسم 1291"، فإنه يخضع لنظام ضريبي خاص يتضمن فرض ضريبة بالإضافة إلى فوائد تأخير.
يجوز للمساهم اختيار الخروج من هذا النظام (انظر خيار QEF أدناه).
ولا ينطبق هذا النظام إلا على التوزيعات أو المكاسب التي تتجاوز 125% من متوسط التوزيعات خلال السنوات الثلاث السابقة.
ويُطبق هذا النظام على النحو التالي:
1. يُوزع الدخل أو المكسب الزائد (الذي يتجاوز 125%) بشكل تناسبي على كل سنة من سنوات حيازة الشخص للأسهم المعنية.
2. تُستبعد المبالغ المخصصة للسنوات السابقة من الدخل الخاضع للضريبة في السنة الحالية، بشرط أن تكون بعد عام 1986.
3. تُحتسب الضريبة على كل مبلغ مخصص لسنة سابقة بأعلى معدل ضريبي كان ينطبق على نوع دافع الضرائب في تلك السنة ("ضريبة السنة السابقة").
4. تُفرض فائدة تأخير على كل ضريبة سنة سابقة، وكأنها دفعة ضريبية غير مسددة في وقتها.
5. تُضاف جميع الضرائب المستحقة عن السنوات السابقة، إضافة إلى الفوائد، إلى ضريبة الدخل المستحقة عن السنة الحالية.

يتم احتساب رسوم الفائدة باستخدام الفائدة المركبة على أساس الفترة من 15 أبريل إلى 15 أبريل.
في حال امتدت فترة الاحتفاظ بالأسهم لفترة طويلة بما يكفي، قد تتجاوز مجموع الضريبة والفوائد المتأخرة نسبة 100%.
ومع ذلك، يمكن لمساهمي الأسهم تجنب فرض ضريبة تزيد عن 100% من خلال بيع وإعادة شراء حصصهم بشكل دوري، واستخدام العائدات بعد خصم الضرائب لإعادة شراء الأسهم.
يحق للمساهمين في شركة الاستثمار الأجنبي المباشر (بما في ذلك شركات الاستثمار المؤهلة) المطالبة بائتمان ضريبي أجنبي يتعلق بالضرائب الفعلية والضرائب المفترضة للسنة السابقة، ويشمل ذلك الائتمان المفترض المدفوع بنسبة 10% للمساهمين في شركة الاستثمار الأجنبي المباشر.

## اختيار صندوق الاستثمار المؤهل (QEF)
يمكن لكل شخص أمريكي يمتلك أسهماً في شركة استثمار أجنبية سلبية (PFIC) أن يختار تضمين حصته من الدخل العادي ومكاسب رأس المال الصافية للشركة (على غرار المساهمين في صناديق الاستثمار المشتركة)، بشرط أن تصدر شركة الاستثمار الأجنبي السلبي بيان المعلومات السنوي المطلوب. يُعتبر هذا البيان معادلًا تقريبيًا لنموذج 1099. يسري هذا الاختيار اعتبارًا من السنة التي يتم فيها تقديم الطلب وجميع السنوات اللاحقة. يساعد هذا الاختيار في تجنب نظام الضرائب والفوائد المفروضة على PFIC إلى الحد الذي ينطبق فيه.
يساعد هذا الاختيار الأشخاص الأمريكيين الذين يمتلكون أسهمًا في شركة استثمار أجنبية سلبية (PFIC) من خلال معاملة الدخل المكتسب عبر شركة الاستثمار الأجنبي السلبي بطريقة مشابهة للكيانات الأمريكية الأخرى. فعلى سبيل المثال، عادةً ما يخضع المساهمون في الشركات الأمريكية للضريبة فقط عند توزيع الدخل. بالإضافة إلى ذلك، يخضع المساهمون في صناديق الاستثمار المشتركة الأمريكية للضريبة على حصتهم النسبية من الدخل العادي ومكاسب رأس المال الناتجة عن صندوق الاستثمار.
تنطبق حالة QEF فقط على أسهم المساهم المعني التي تم شراؤها خلال السنة الضريبية التي كان فيها اختيار QEF ساريًا، بشرط أن يظل هذا الاختيار ساريًا طوال فترة الاحتفاظ بالأسهم. لا ينطبق هذا الوضع على المساهمين الآخرين أو على الأشخاص الذين يحصلون على الأسهم نفسها في وقت لاحق.
وضع QEF يتجنب نظام الضرائب والفوائد تمامًا فقط إذا كان ساري المفعول منذ بداية فترة حيازة السهم. إذا اختار أحد المساهمين تطبيق وضع QEF على أسهم معينة بعد تاريخ الاستحواذ، فيمكنه إجراء واحد من ثلاثة خيارات إضافية "لتطهير" وضع PFIC للسنوات السابقة. يمكن للمساهم اختيار إما الاعتراف بالمكسب (من خلال البيع المفترض والتقييم بالسوق) أو، إذا كان المساهم شركة، اختيار توزيع أرباح مفترض. في كل حالة، يخضع الربح أو الأرباح المفترضة التي يتم الاعتراف بها بموجب هذا الاختيار لنظام الضرائب والفوائد.

## تحديد السعر حسب السوق
يمكن لمساهم في شركة استثمار أجنبية سلبية (PFIC) أيضًا أن يختار سنويًا الاعتراف بالربح أو الخسارة على الأسهم كما لو كان قد باع أسهم شركة الاستثمار الأجنبي السلبي بالقيمة السوقية العادلة، مع العلم أن الأرباح تُعامل كدخل عادي يخضع للضريبة. وتولد الخسائر خصومات دخل عادية حتى الحد الذي تعكس فيه المكاسب السابقة، ويتم حساب ذلك على أساس كل سهم بشكل منفصل، وبعدها تُدرج هذه الخسائر في الجدول الأمريكي D.
هذا الاختيار متاح فقط للأسهم التي يمكن تحديد قيمتها السوقية بسهولة، مثل الأسهم المتداولة بانتظام في الأسواق المالية. كما أن الأسهم التي تخضع لهذا الاختيار لا تخضع لنظام الضرائب والفوائد الخاص بـ PFIC.
بالإضافة إلى ذلك، فإن هذا الاختيار مستقل عن اختيارات PFIC الأخرى مثل انتخاب QEF أو القسم 1291.
على سبيل المثال: إذا تم شراء سهم X في عام 2007 مقابل 100 دولار، وكانت قيمته السوقية العادلة في 31 ديسمبر 2011 تساوي 120 دولارًا، ولم يتم تقديم نماذج PFIC حتى عام 2011 (حين تم اختيار القسم 1296 — تحديد القيمة السوقية)، فلن تكون هناك حاجة لتقديم نماذج PFIC عن السنوات السابقة طالما أن التوزيعات أقل من 125٪ ولم تتحقق مكاسب رأسمالية. أما للسنة الحالية، فسيتم تقديم النموذج 8621 باستخدام طريقة القيمة السوقية، وسيُحتسب دخل عادي قدره 20 دولارًا.

## تنسيق قواعد الشركات الأجنبية التابعة (CFC Rules Coordination)
لا يخضع المساهمون الأمريكيون (الذين يمتلكون 10% أو أكثر من الأسهم عادةً) في شركة أجنبية خاضعة للرقابة (CFC) لنظام الضرائب والفوائد الخاص بشركة الاستثمار الأجنبية السلبية (PFIC) فيما يتعلق بأي أسهم لم تكن أسهماً في شركة استثمار أجنبية خاضعة للرقابة في أي وقت قبل عام 1997. وبدلاً من ذلك، يخضع هؤلاء المساهمون لقواعد الشركات الأجنبية الخاضعة للرقابة (CFC Rules).

## التقارير وتقديم الاختيارات الضريبية
يجب على كل شخص أمريكي يمتلك أسهمًا في شركة استثمار أجنبية سلبية (PFIC) تقديم النموذج رقم 8621 إلى دائرة الإيرادات الداخلية الأمريكية (IRS). يُستخدم هذا النموذج للإبلاغ عن التوزيعات والمكاسب الفعلية، بالإضافة إلى الدخل والمكاسب الناتجة عن انتخاب QEF. كما يُستخدم النموذج أيضًا لإجراء انتخابات QEF وإجراءات التطهير المذكورة سابقًا. عدم تقديم هذا النموذج في سنة لا يتم فيها الإبلاغ عن الدخل بشكل صحيح لا يترتب عليه عقوبات محددة، لكنه قد يجعل الإقرار الضريبي غير مكتمل وقد يؤدي إلى إيقاف فترة التقادم القانونية.

## قراءة اضافية
- Tax-Charts.com، "مخطط انسيابي لقواعد تقييم الشركات الاستثمارية الأجنبية وفقًا لسعر السوق"
- بلومبرج بي إن إيه "كابوس شركات الاستثمار الأجنبي المباشر على مستوى الولايات - إجابات على الأسئلة الشائعة"
- نقابة محامي مدينة نيويورك "تقرير يقدم إرشادات مقترحة بشأن قواعد شركات الاستثمار الأجنبي السلبي" ، سبتمبر/أيلول 2009. (انظر القسم 3 للحصول على ملخص للقانون الحالي.)
- كونتز وبيروني، الضرائب الدولية في الولايات المتحدة،(ردمك 978-0-7913-1136-3)
- مور، أوتسلاي وآخرون، الجوانب الضريبية الأمريكية لممارسة الأعمال التجارية في الخارج،(ردمك 978-0-87051-620-7)
- تعليمات نموذج IRS 8621